# Neue Hakeburg
Die Neue Hakeburg ist ein großes burgähnliches Herrenhaus in Kleinmachnow, einem Ort südlich von Berlin. Sie steht auf dem Seeberg an der Nordseite des Machnower Sees in der Nähe der Teltowkanal-Schleuse Kleinmachnow und bietet einen Blick über das Naturschutzgebiet Bäketal. Das Gebäude wurde zwischen 1906 und 1908 als Adelssitz für Dietloff von Hake (1870–1941) errichtet, der auch als Genealoge Ende der 1920er Jahre die umfangreiche zweibändige Chronik der Familie von Hake publizierte. Ab den 1930er Jahren erhielt es stetig neue Nutzer und stand schließlich seit 2005 leer. Im Jahr 2020 erwarb eine Investorengruppe die Immobilie und wird sie schrittweise denkmalgerecht sanieren. Im Inneren werden bis 2023 Eigentumswohnungen eingerichtet.

## Das Adelsgeschlecht von Hake
Besitzer des Ritterguts und der später an anderem Ort errichteten Neuen Hakeburg war die Familie von Hake.
Die bekanntesten Personen des Geschlechts von Hake waren der lange Hake Hans Christoph Friedrich von Hacke und Hans von Hake (1472–1541), genannt Hake von Stülpe. Er soll der Sage nach in der Golmheide zwischen Luckenwalde und Jüterbog dem von Frankfurt (Oder) kommenden Tetzel in wilder Winternacht seine Geldtruhe abgenommen haben (heute in der St. Nikolai (Jüterbog) als Tetzelkasten aufbewahrt), nachdem er sich dafür einen Ablasszettel erworben hatte.

## Die Alte Hakeburg
Im Kleinmachnow befand sich bereits Anfang des 14. Jahrhunderts eine Burg. Damals waren die Familie von Löwenberg und der Münzmeister Thile Brügge und nach diesen die Familie von Quast Eigentümer des kleinen märkischen Dorfes. Anfang des 15. Jahrhunderts ging der Lehnsbesitz der Güter Kleinmachnow und Stahnsdorf an die Familie von Hake über, die schon bald selbst auf dem Rittergut ansässig wurde. Das Rittergut umfasst eine Fläche von rund vier Hektar und liegt hinter einer Wassermühle (laut Inschrift erbaut 1695 von Ernst Ludwig von Hake und erneuert 1856 durch die Gebrüder von Hake). Hier befand sich beim Eingang rechts von der Dorfstraße die alte Burg, von der nur noch Reste der Grundmauern erhalten sind. Unmittelbar neben der Burg Machnow ließen die Hakes 1803 durch David Gilly ein neues Herrenhaus im klassizistischen Barockstil erbauen, welches ebenso wie die Alte Hakeburg 1943 ausgebrannt ist und 1950 abgerissen wurde.

## Die Neue Hakeburg
In einiger Entfernung vom alten Rittergut auf dem Seeberg der anderen Seite des Machnower Sees befindet sich die Neue Hakeburg. Sie wurde 1906 bis 1908 für Dietloff von Hake-Kleinmachnow, den Vetter des damaligen Gutsherrn, vom Architekten Bodo Ebhardt im neoromanischen Stil erbaut.
Wegen finanzieller Probleme wurde das Gebäude inklusive 44 Hektar Land 1936 an die Reichspost verkauft, die es 1938 zum Wohnsitz des Reichspostministers Wilhelm Ohnesorge umbaute und hier außerdem die Forschungsanstalt der Deutschen Reichspost einrichtete. Das Gelände diente dann als Forschungs- und Versuchszentrum für verschiedene Arten von Flugzeugen, speziell Nurflügler, Funkmessanlagen, Sendeeinheiten, Steuergeräte, Breitbandkabel, allgemeine Funk- und Fernsehgeräte. Das Wirtschafts- und Verwaltungshauptamt (WVHA) der SS hatte diese Projekte geleitet.
Noch im Zweiten Weltkrieg, am 2. Dezember 1943, wurde ein britischer Lancaster-Bomber abgeschossen und stürzte in der Nähe der Neuen Hakeburg ab. Beim Absturz kam auch der norwegische Schriftsteller Nordahl Grieg ums Leben.
In der SBZ und später in der DDR diente das Schloss seit 1948 als Parteihochschule der SED, Dozenten waren u. a. Wolfgang Leonhard und Carola Stern. Später war die Neue Hakeburg zeitweilig Sitz des Intelligenzclubs Joliot-Curie und wurde anschließend zu einem Gästehaus der SED umfunktioniert.
Nach der friedlichen Revolution gründete sich im Mai 1990 der Hotelbetrieb Hakeburg GmbH. Wie die Unabhängige Kommission zur Überprüfung des Vermögens der Parteien und Massenorganisationen der DDR (UKVP) später ermittelte, erhielt dieser von der PDS im Zusammenhang mit Vermögensverschiebungen 1990 ein Betriebsdarlehen von 50.000 D-Mark. Das Geld musste später zurückgezahlt werden. Nach der Wiedervereinigung wurde die Deutsche Telekom Eigentümerin der Immobilie. Der spätere Eigentümer ORCO Germany S.A. plante eine Nutzung der Neuen Hakeburg als Hotel, dazu den Bau eines Bettenhauses und einer Tiefgarage, was der 2010 beschlossene Bebauungsplan der Gemeinde festschrieb. Da sich kein seriöser Hotelbetreiber fand, wird seit 2012 eine neue Nutzung durch Einbau von 16 Eigentumswohnungen angestrebt.
Für die Fernsehserie 18 – Allein unter Mädchen des Senders Pro Sieben diente die Neue Hakeburg 2004 und 2005 als Drehort. Das ZDF drehte von Sommer 2005 bis August 2006 auf dem Gelände der Neuen Hakeburg für die Telenovela Wege zum Glück. Die Neue Hakeburg war hierbei das Außenmotiv der Villa Gravenberg. Der im Jahre 2019 erschienene Fernsehfilm Schattenmoor, produziert von ProSieben, spielt ebenfalls auf der Neuen Hakeburg.
Von Oktober 1999 bis in die 2010er Jahre beanspruchte die selbsternannte Exilregierung der Mikronation Sealand die Neue Hakeburg, weil sie diese (angeblich) für 99 Jahre gepachtet habe.

## Umbau und neue Nutzung
Die Skyland Gruppe, eine Investorenvereinigung aus Berlin, erwarb um 2006 von der Treuhand die Immobilie. Zunächst wurde am Leerstand nichts geändert. Im Hintergrund ließen die Investoren Umbauarbeiten planen, die in vier Bauabschnitten realisiert werden sollen. Die neue Hakeburg, die Remise und das Torhaus sollen zunächst in enger Zusammenarbeit mit dem Denkmalamt saniert und im Inneren in 18 Eigentumswohnungen umgebaut werden. Zu den bestehenden Gebäuden ist noch die Errichtung von „Hakevillen“ und einer Tiefgarage geplant. „Die Bauten werden sich in Gestalt, Farbe und Textur an der neuen Hakeburg orientieren“, wie es in der entsprechenden Pressemitteilung heißt. Die Bauarbeiten basieren auf einem Architektenwettbewerb, aus dem der Entwurf der Berliner Büros Thomas Hillig Architekten GmbH als Sieger hervorging. Noch Im Oktober 2016 berichtete die Frankfurter Allgemeine Sonntagszeitung in dem Beitrag Eingestiegen in Ruinen über das leerstehende Anwesen.
Im dritten Quartal 2021 sollten die Bauarbeiten beginnen, die ersten Wohnungen sollen 2023 bezugsfertig sein. Es entstehen Wohneinheiten zwischen einem Raum und sechs Zimmern, alle luxuriös ausgestattet. Dazu sollen Kamine, Echtholzparkett, Terrassen oder Balkone, Aufzüge und ein Wellnessbereich mit Sauna und einer Gegenstrom-Schwimmanlage gehören. In den beiden Hakevillen werden weitere 16 Wohnungen und in der gemeinsamen Tiefgarage Stellplätze für 31 Fahrzeuge eingerichtet. Die neuen Villen sollen im Jahr 2024 fertiggestellt sein.

## Grabgewölbe der Familie von Hake in der nahegelegenen Kirche

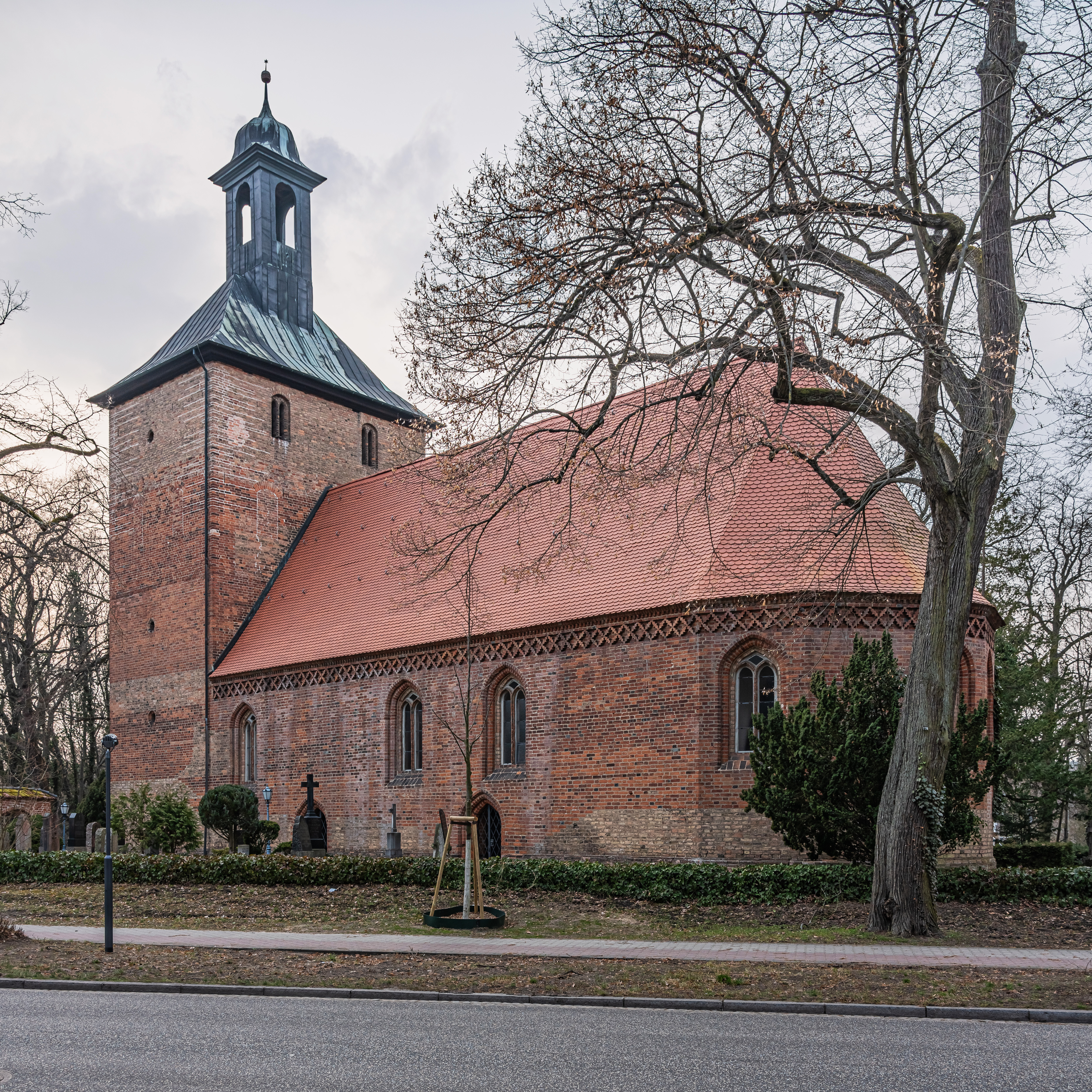
Dorfkirche Kleinmachnow

Dem alten Rittergut gegenüber befindet sich die von Bäumen beschattete Dorfkirche, ein beachtenswerter gotischer Backsteinbau aus dem 16. Jahrhundert, mit starkem Turm und Kreuzgewölbe. Im Innern befinden sich verschiedene Erinnerungsstücke an die Familie von Hake, wie die Reste von zehn Fahnen, die Ernst Ludwig von Hake (1651–1713) seinen in den Türkenkriegen gefallenen Brüdern gewidmet hatte, ein Denkstein, den derselbe dem Andenken seiner Eltern errichtet hatte, und darüber ein Degen und zwei Sporen, die dem im Zweikampf gefallenen Herrn von Schlabrendorf gehörten. Ferner finden sich das Epitaph des Generals Friedrich von Hake (verstorben 1743) und mehrere Wappentafeln. Unter der Kirche liegt das Grabgewölbe der Familie von Hake.